# Hans Bender (scrittore)
Hans Friedrich Bender (Mühlhausen, 1º luglio 1919 – Colonia, 28 maggio 2015) è stato uno scrittore tedesco.
Soldato sul fronte orientale, fu prigioniero in Russia fino al 1949. Tornato in patria assunse nel 1954 la direzione della rivista Akzente, ruolo che mantenne fino al 1980.

## Opere
- Wie es kommen wird. Meine Vierzeiler (2009).
- Ritus der Wiederkehr (2006).
- Verweilen, gehen. Gedichte in vier Zeilen (2003).
- Nachmittag, Ende September (2000).
- schwarz auf weiß (1998).
- Lyrische Biographie (1957).
- Fremde soll vorüber sein (1951).
- Der Hund von Torcello. 32 Geschichten (1969, 2007).
- Am Ufer sitzen. Aufzeichnungen (2006).
- Wunschkost, roman (1959, 2004).
- Jene Trauben des Zeuxis. Aufzeichnungen (2002).
- Wie die Linien meiner Hand. Aufzeichnungen (1999).
- Die Orte, die Stunden. Aufzeichnungen (1992).
- Eine Sache wie die Liebe, roman (1954, 1959, 1991, 1994).
- Postkarten aus Rom (1989).
- Bruderherz, Erzählungen (1987).
- Aufzeichnungen einiger Tage (1971).
- Einer von ihnen. Aufzeichnungen einiger Tage (1979).
- Die Wölfe kommen zurück. Sieben Kurzgeschichten (1965).
- Worte, Bilder, Menschen. Geschichten, Roman, Berichte, Aufsätze (1969).
- Programm und Prosa der jungen deutschen Schriftsteller (1967).
- Mit dem Postschiff. 24 Geschichten (1962).
- Wölfe und Tauben, Erzählungen (1957).
- Die Hostie. Vier Stories (1953).